# Цифровий фільтр
Цифрови́й фільтр — поняття в електроніці, будь-який фільтр, що обробляє цифровий сигнал з метою відокремлення та/або придушення певних частотних складових цього сигналу. На відміну від цифрового, аналоговий фільтр має справу з аналоговим сигналом, його властивості недискретні, відповідно, передаточна функція залежить від внутрішніх властивостей його складових елементів.

## Застосування
Сьогодні цифрові фільтри застосовуються практично всюди, де потрібна обробка сигналів, зокрема у спектральному аналізі, обробці зображень, обробці відео, обробці мови та звуку і багатьох інших додатках.

## Переваги та недоліки
Перевагами цифрових фільтрів перед аналоговими є:
- Висока точність (точність аналогових фільтрів обмежена допусками на елементи).
- На відміну від аналогового фільтру передавальна функція не залежить від дрейфу характеристик елементів.
- Гнучкість налаштування, легкість зміни.
- Компактність — аналоговий фільтр на дуже низьку частоту (долі герца, наприклад) вимагав би надзвичайно громіздких конденсаторів або індуктивностей.

### Недоліки
Недоліками цифрових фільтрів у порівнянні з аналоговими є:
- Важкість роботи з високочастотними сигналами. Смуга частот обмежена частотою Найквіста, рівною половині частоти дискретизації сигналу. Тому для високочастотних сигналів застосовують аналогові фільтри, або, якщо на високих частотах немає корисного сигналу, спочатку придушують високочастотні складові за допомогою аналогового фільтру, потім обробляють сигнал цифровим фільтром.
- Важкість роботи в реальному часі — обчислення мають бути завершені протягом періоду дискретизації.
- Для більшої точності та високої швидкості обробки сигналів потрібен не тільки потужний процесор, але і додаткове, можливо високовартісне, апаратне забезпечення у вигляді високоточних та швидких ЦАП і АЦП.

## Види цифрових фільтрів

### СІХ-фільтри
Фільтр зі скінченною імпульсною характеристикою (нерекурсивний фільтр, СІХ-фільтр) — один з видів електронних фільтрів, характерною особливістю якого є обмеженість по часу його імпульсної характеристики (з якогось моменту часу вона стає точно рівною нулеві). Такий фільтр називають ще нерекурсивним через відсутність зворотного зв'язку. Знаменник передавальної функції такого фільтру — певна константа.

### НІХ-фільтри
Фільтр з нескінченною імпульсною характеристикою (рекурсивний фільтр, НІХ-фільтр) — електронний фільтр, що використовує один або більше своїх виходів як вхід, тобто утворює зворотний зв'язок. Основною властивістю таких фільтрів є те, що їх імпульсна перехідна характеристика має нескінченну довжину у часовій області, а передавальна функція має дробово-раціональний вигляд. Такі фільтри можуть бути як аналоговими так і цифровими.

## Способи реалізації цифрових фільтрів
Розрізняють два види реалізації цифрового фільтру: апаратний та програмний. Апаратні цифрові фільтри реалізуються на елементах інтегральних схем, тоді як програмні реалізуються за допомогою програм, виконуваних процесором або мікроконтролером. Перевагою програмних перед апаратними є легкість втілення, а також налаштувань та змін, а також те, що у собівартість такого фільтру входить тільки праця програміста. Недолік — низька швидкість, що залежить від швидкодії процесора, а також важкість написання цифрових фільтрів високого порядку.